# Joaquim Pla Janini
Joaquim Pla Janini (Tarragona 1879 - 1970) fue un médico y fotógrafo pictorialista español.

## Actividad fotográfica
Entre 1927 y 1930 fue presidente de la Agrupación Fotográfica de Cataluña, aunque fue socio promotor junto a Josep Desmestres, Salvador Lluch y Claudi Carbonell.
En su obra se nota la influencia del Novecentismo y trabaja diversos temas como la religión, la familia, la vestimenta y las naturalezas muertas, intentando siempre proporcionar a sus obras las características de las obras de arte. Está considerado tanto por su temática como por el empleo de impresiones nobles, la goma bicromatada y el bromóleo como representante del pictorialismo. Por ello fue uno de los defensores de las técnicas pigmentarias tras la guerra civil española.
Publicó sus fotografías en revistas como Lux, en 1921 y Art de la Llum entre 1933 y 1935. Algunas de sus obras pueden encontrarse en el Museo Nacional de Arte de Cataluña y en el Museu Marítim de Barcelona.

## Premios y reconocimientos
- 1930: IV Salón de Japón y XXV exposición del Salón de Londres.
- 1931: V Salón de Japón y Campeonato británico.
- 1952: Medalla de oro en la Foto bienal internacional de la F.I.A.P. en Salzburgo.